# Nowy Kanion

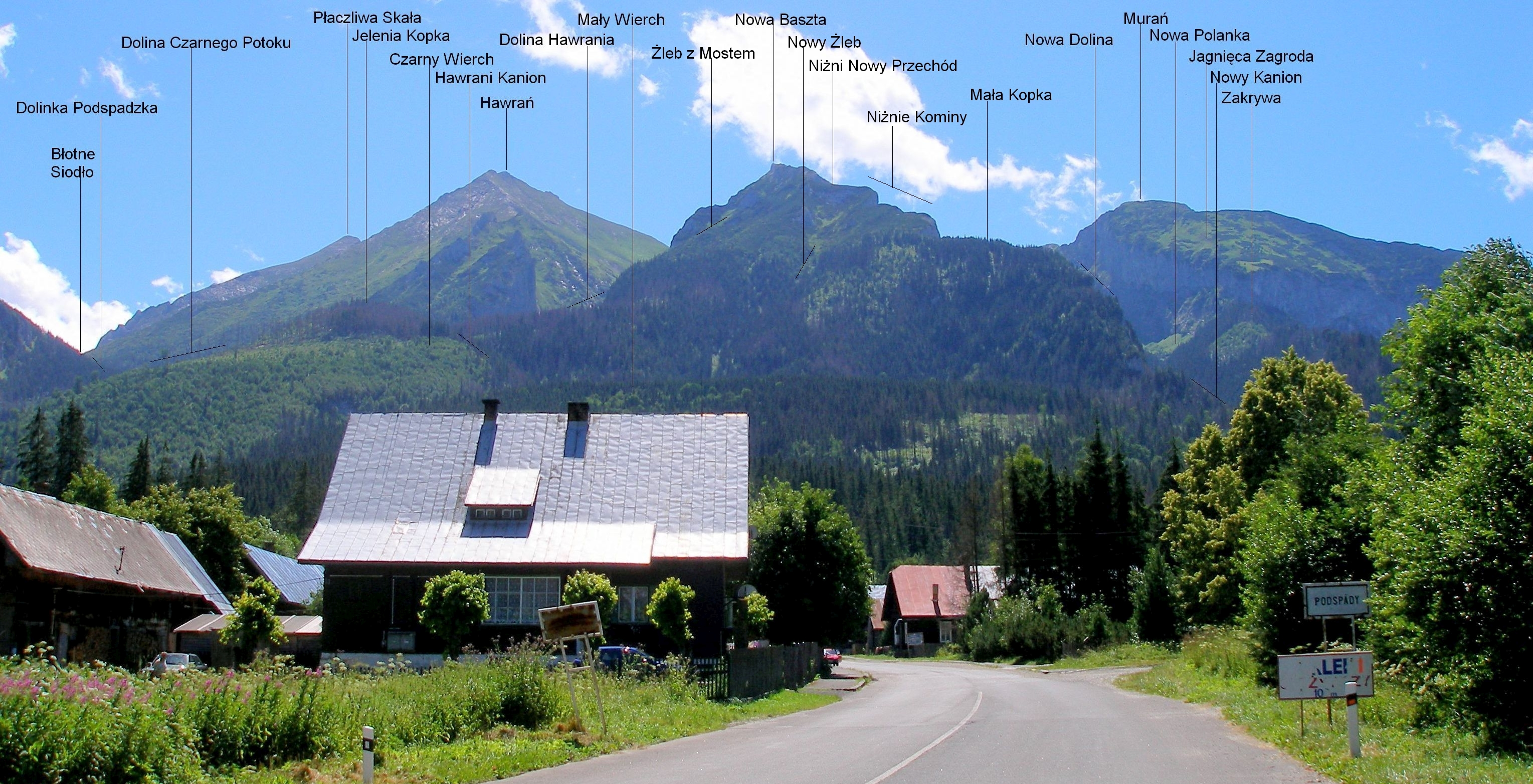
Widok z Podspadów

Nowy Kanion – kanion w Nowej Dolinie w słowackich Tatrach Bielskich. Utworzony został przez Nowy Potok spływający dnem tej doliny. Znajduje się w dolnej części jego biegu, powyżej Polany pod Kiczorą i ma długość około 700 m. Nowy Potok przerżnął tutaj bardzo wąski kanion między wapiennymi skałami Zakrywy i Małego Wierchu. Obydwie jego ściany są pionowe i mają wysokość do 50 m, na odcinku o długości kilkudziesięciu metrów górą stykają się z sobą, tak, że potok płynie skalnym tunelem. W najwęższym miejscu szerokość kanionu przy dnie potoku wynosi około 1 m. Na tym odcinku w korycie potoku znajduje się 10 progów o wysokości do 15 m. Występują na nich wodospady, gdyż wszystkie z wyjątkiem jednego są przewieszone. Na potoku występują także liczne baniory  i bystrza. Na krótkim odcinku od Bielskiej Ścieżki nad Reglami do ostatniego progu potok pokonuje tu różnicę wzniesień 150 m.
Nazwę kanionu utworzył Władysław Cywiński w 4 tomie przewodnika Tatry. Witold Henryk Paryski w Wielkiej encyklopedii tatrzańskiej wymieniał go jako Nowy Żleb, co jest nazwą nieprawidłową.
Możliwe jest przejście kanionem, ale z góry na dół; z Nowej Polany wzdłuż Nowego Potoku do Podspadów. Pokonanie progów wymaga zjazdów na linie; łącznie 9 zjazdów o długości od 5 do 15 m (II w skali tatrzańskiej). Tylko pierwszy i ostatni zjazd to lite pochylnie, pozostałe progi utworzone są z wielkich, zaklinowanych skał, tworzących nyże i przewieszenia. W wielu miejscach w korycie potoku leżą zaklinowane pnie powalonych drzew. Prawdopodobnie pierwsze przejście całego Nowego Kanionu: Jacek Bilski, Władysław Cywiński i Robert Janik 21 października 1995 r. W lipcu 1994 r. górną częścią kanionu zjeżdżali Vladimir Tatarka i Rainer Brosike, ale musieli w dramatycznych okolicznościach wycofać się, gdyż nastąpił nagły, burzowy przypływ wody. Obecnie Nowy Kanion znajduje się na zamkniętym dla turystów i taterników obszarze ochrony ścisłej Tatrzańskiego Parku Narodowego.